# Somatolophia simplicius
Somatolophia simplicius là một loài bướm đêm trong họ Geometridae.